# Arrakis (Dune)
Arrakis, (informalment conegut com Dune i més tard anomenat Rakis) és un planeta desèrtic fictici que apareix a la sèrie Dune de novel·les de Frank Herbert. La primera novel·la de Herbert de la sèrie, Dune de 1965, és popularment considerada una de les novel·les de ciència-ficció més rellevants de tots els temps, i de vegades se cita com la novel·la de ciència-ficció més venuda de la història.
A Dune, el planeta és la llar dels Fremen (vagabunds Zensunni), i posteriorment és la Capital Imperial de l'Imperi Atreides. Arrakis és el tercer planeta que orbita al voltant de l'estrella Canopus, i paral·lelament està orbitat per dues llunes, una de les quals té un patró d'albedo que s'assembla al ratolí cangur del desert. Muad'Dib ; l’altra lluna té marques semblants a una mà humana.
| «                                               | Arrakis ... Dune ... erm de l’Imperi i el planeta més valuós de l’univers. Perquè és aquí —i només aquí— on es troba l'espècia. L'espècia. Sense ella no hi ha comerç a l’Imperi, no hi ha civilització. Arrakis ... Dune ... casa de les espècies, el més gran dels tresors de l'univers. I qui el controla, controla el nostre destí. | » |
| — Princesa Irulan, Dune de Frank Herbert (2000) | |   |

## Medi ambient i l'espècie
Com a planeta desèrtic sense precipitacions naturals, Dune es determina que Arrakis hagi estat “la seva estació de proves botàniques del desert seu de la majestat imperial” abans del descobriment de la melange (droga-espècia), com a única font natural de l’univers. Melange és la mercaderia més essencial i valuosa de l'univers, ja que allarga la vida i fa possible un viatge interestel·lar segur (entre altres usos). El planeta no té cossos d'aigua superficials, però els canals oberts anomenats qanats s'utilitzen "per transportar aigua de reg en condicions controlades" a través del desert. Els Fremen recullen aigua en embassaments subterranis per complir el seu somni de terraformar algun dia el planeta i paguen taxes desorbitades en melange al Gremi espaial per mantenir el cel sobre Arrakis lliure de qualsevol satèl·lit que pugui condicionar els seus esforços. Tal com indiquen les seves grans salines, Arrakis tenia antigament llacs i oceans. Lady Jessica també assenyala a Dune que els pous perforats a les piques i a les conques produeixen inicialment un "rajolí" d'aigua que aviat s'atura, com si "alguna cosa l'endollés".

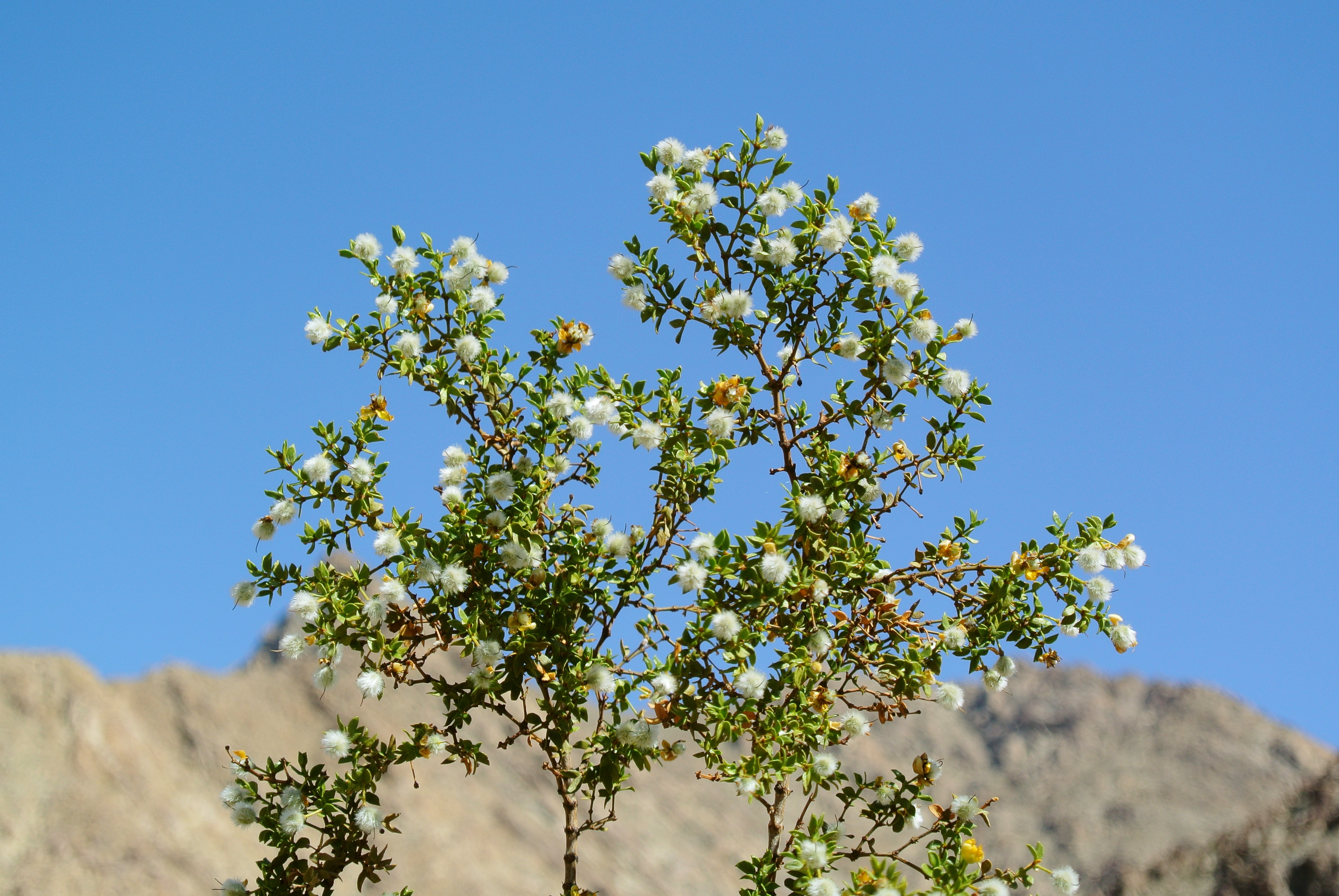
Arbust governadora

Paul Atreides recorda que les poques plantes i animals del planeta comprenen el " saguaro, ambrosia dumosa, palmera datilera, abronia, enotera, cactus de barril, arbust d'encens , arbre de fum, arbust governadora ... guineu menuda, falcó del desert, ratolí cangur ... Molts no es poden trobar en cap altre lloc de l'univers excepte aquí a Arrakis. " Les formes de vida més notables del planeta són els cucs de sorra gegants i les seves formes immadures de truita de sorra i plancton de sorra. La truita de sorra enquista qualsevol dipòsit d’aigua.Els peixos depredadors es col·loquen als qanats i altres zones d'emmagatzematge d'aigua per protegir-los de la truita de sorra. Es considera que els cucs de sorra són una espècie introduïda que va provocar la desertització d'Arrakis; A Fills de Dune (1976), Leto II Atreides explica a la seva germana bessona Ghanima:
La sorra […] es va introduir aquí des d'algun altre lloc. Aquest era un planeta humit aleshores. Van proliferar més enllà de la capacitat dels ecosistemes existents de fer-hi front. Truita de sorra va enquistar l’aigua gratuïta disponible, el va convertir en un planeta desert […] i ho van fer per sobreviure. En un planeta prou sec, podrien passar a la fase de cuc de sorra.
L'entorn del planeta desèrtic d'Arrakis es va inspirar principalment en els rics hidrocarburs de Mèxic i l'Orient Mitjà. De la mateixa manera, Arrakis com a bioregió es presenta com un tipus particular d'espai polític. Herbert l’ha fet semblar a un petròstat genèric desertificat.

### L’Enciclopèdia Dune
L’ Enciclopèdia Dune -no canònica- (1984) teoritza que l'esgotament dels oceans (el resultat principal de la qual va ser la desertificació) probablement va ser causat per l’impacte o la manca d’un cometa o d’un altre cos quasi planetari. Aquest succés va provocar la pèrdua de gran part de l'atmosfera d'Arrakis, cosa que va permetre que la major part de l'oxigen i l'aigua escapessin a l'espai. Es creu que això es va produir aproximadament 50 milions d’anys abans de la creació de l’Imperi. Aquesta pèrdua catastròfica d'oxigen va provocar l'extinció de gairebé tota la flora autòctona i, per tant, la seva fauna.
L’ Enciclopèdia també explica que una de les poques formes que van sobreviure van ser diminuts cucs del filum Protochordata. Una d’aquestes formes va ser Shaihuludata, un gènere de cuc anaeròbic excavador que va ser l'espècie basal a partir de la qual van evolucionar els cucs de sorra gegants (Geonemotodium arraknis o Shaihuludata gigantica). En lloc de crear un cuc de sorra al desert, va ser el desert qui va crear cuc de sorra. L'extinció massiva de tots els seus depredadors i competidors per a l'alimentació va permetre a l'animal, d'una manera una mica anàloga a l'evolució de formes faunístiques úniques a les illes terrestres aïllades, prendre el camí evolutiu que no només oxigenaria de nou l'atmosfera d'Arrakeen, sinó que també crearia la melange d’espècia amb totes les seves immenses conseqüències per a la humanitat.
Finalment, l’ Enciclopèdia assenyala que a principis de la història d’Arrakis, l’Imperi va fer diversos intents de terraformar el planeta, cosa que va donar lloc a una gran quantitat de vida terrestre al desert al seu espai, com ara ratolins cangur i falcons), però no va poder canviar l'ambient, ja que la truita de sorra local "enquistada" absorbia l'aigua del planeta.

## Habitants

### Fremen
Els vagabunds Zensunni, conduïts de planeta en planeta, finalment van trobar el seu camí cap a Arrakis, on es van convertir en els Fremen. Es van establir en assentaments artificials semblants a coves coneguts com sitjes a través dels deserts d’Arrakeen. També van desenvolupar la tecnologia del vestit de barres, que els permetia sobreviure al desert obert. Mitjançant la collita de la melange, van ser capaços de subornar el Confraria Espaial per ocultar la seva privacitat i amagar del control de l’Imperi la seva veritable població i els seus plans de terraformar Arrakis. Gran part d’aquesta activitat ecològica va tenir lloc a les latituds meridionals inexplorades del planeta. El més conegut dels sitjes és Sietch Tabr, casa del centre d'operacions de Stilgar i Muad'Dib abans que la victòria a la batalla d'Arrakeen posés Muad'Dib al tron imperial.
Segons la trilogia de la preqüela de Legends of Dune de Brian Herbert i Kevin J. Anderson, un grup de vagabunds Zensunni es van escapar de l'esclavitud del planeta Poritrin que originalment es va estavellar a Dune en un prototip de nau espacial interestel·lar diversos anys abans de la creació de la Cofraria Espaial.

## Línies argumentals
Durant els esdeveniments de Dune, l'emperador Padishah Shaddam IVconcedeix al duc Leto Atreides el control de les lucratives operacions de collita d'espècia d'Arrakis, expulsant els antics rivals dels Atreides, els Harkonnens. La regla dels Atreides es veu truncada per una conspiració assassina elaborada pels Harkonnens i el mateix emperador. El fill de Leto, Paul Atreides (conegut pels Fremen com a Muad'Dib), condueix més tard un massiu exèrcit fremen a la victòria sobre els fanàtics soldats de l'emperador Sardaukar. A l'amenaçar la destrucció de tota la producció d'espècia a Arrakis aconsegueix deposar Shaddam i pujar al tron al seu lloc. Amb l'emperador Pau adorat com un déu, Arrakis es converteix en el centre governamental i religiós de l’Imperi.
Paul Muad'Dib continua els esforços de terraformació d'Arrakis en un món verd, un pla iniciat pels Fremen sota la direcció del planetòleg Imperial Pardot Kynes i el seu fill Liet-Kynes. El nucli del seu pla és la recollida gradual d’aigua de l’atmosfera d’Arrakis per formar grans embassaments que, eventualment, es convertirien en llacs i oceans. Gran part d’aquesta activitat té lloc a les latituds meridionals inexplorades d’Arrakis.
A l’època de Children of Dune, Alia Atreides (i després Leto II i Ghanima) s'adonen que la transformació ecològica d’Arrakis està alterant el cicle dels cucs de sorra, que acabaria donant lloc al final de tota la producció d’espècie. Això al principi sembla un futur que s'ha d’evitar, però Leto II més tard fa servir aquesta eventualitat com a part del seu Camí d’Or per, finalment, salvar la humanitat. En el moment en què ell mateix comença la transformació en un híbrid humà / cuc de sorra, erradica tot el desert d’Arrakis, excepte en una petita zona on fa la base d’operacions, i destrueix tots els cucs de sorra, excepte un, ell mateix..
Després de la seva mort uns 3.500 anys després en Déu Emperador de Dune, el cos de cuc de Leto es transforma de nou en truita de sorra. En pocs segles, aquestes truites de sorra retornen a Arrakis (des d’aleshores anomenat "Rakis") al desert.
Als Heretges de Dune, tota la vida d'Arrakis és destruïda (i tota la superfície del planeta queda oblidada) pels Matres Honorades en un intent fallit d'eliminar l'última ghola de Duncan Idaho. La germandat de les Bene Gesserit escapen amb un sol cuc de sorra i l’ofeguen per convertir el cuc de nou en truita de sorra. A Sala Capitular de Dune, les Bene Gesserit utilitzen aquestes truites de sorra per iniciar un nou cicle de cucs de sorra al seu món d'origen de Sala Capitular, que es transforma en desert per a aquest propòsit.
Finalment, a Cucs de sorra de Dune, es revela que alguns cucs de sorra estan vius i en bon estat, ja que han sentit que l'escorça superior seria destruïda i, per tant, van excavar encara més profundament, escapant de l'explosió.

## Ciutats i característiques
La capital i ciutat històrica més important d'Arrakis és Arrakeen (/ærəˈkiːn/). Arrakeen va hostatjer un palau ostentós, que havia estat "la mansió del govern en temps de l'antic Imperi"; Abans de l'arribada dels Atreides a Arrakis, hi havien residit la mà dreta de l'emperador el comte Fenring i la seva dona Margot. Leto I havia escollit Arrakeen com a seu de govern perquè "era una ciutat més petita, més fàcil d'esterilitzar i defensar".

A Dune, la concubina de Leto, Lady Jessica, té aquesta primera impressió del Gran Saló:
Jessica es va situar al centre del vestíbul […] mirant cap amunt i al voltant les talles ombrejades, les esquerdes i les finestres profundament rebaixades. Aquest gegant anacronisme d’una habitació li recordava el Saló de les Germanes de la seva escola Bene Gesserit. Però a l'escola l'efecte havia estat de calor. Aquí tot era pedra desoladora. Algun arquitecte havia arribat molt enrere a la història per aquestes parets contrafortades i tapissos foscos, va pensar. El sostre arquejat s'alçava dos pisos damunt d’ella amb unes grans travesses que se sentia segura d’haver estat enviada aquí a Arrakis a través de l'espai a un cost monstruós. Cap planeta d’aquest sistema va fer créixer arbres per fabricar aquestes bigues, tret que les bigues fossin imitació de fusta. Ella va pensar que no.
Arrakeen passaria per múltiples transformacions al llarg del temps; primer es converti en una capital imperial de proporcions sorprenents sota Paul Muad'Dib. Posteriorment es transforma en una ciutat festiva coneguda com a Onn, explícitament per al culte al tirà Leto II. Finalment, en els segles posteriors a la seva mort, es coneix com Keen, una ciutat moderna (tot i que encara impressionant) que acull el sacerdoci de Rakis.

### Sietch Tabr
A Dune, Sietch Tabr és un dels principals sietch fremen dirigits originalment per Naib Stilgar. Paul Atreides i la seva mare Lady Jessica, fugint de l'atac de Harkonnen, arriben a Sietch Tabr i finalment són acceptats a la comunitat. En aquests Fremen, Paul troba una força de combat incomparable que ja està descontenta pel domini imperial. Els transforma en un moviment de resistència que finalment pren el control d'Arrakis, permetent a Paul destituir l'Emperador. Paul trasllada la seva base d’operacions a Arrakeen, però Sietch Tabr continua sent un centre de la cultura i política dels Fremen, a més d’un espai religiós per a aquells que veneren Paul com a messies. Tots els sietches fremen son abandonats menys un després de la terraformació d'Arrakis, i la seva ubicació exacta segueix sent un misteri durant milers d'anys.

### La Fortalesa
Durant el regnat de Muad'Dib fins a l'ascensió del seu fill Leto II, la casa-base Atreides era un colossal megaestructura a Arrakeen, dissenyat per intimidar, conegut com la Fortalesa. A Dune Messies, la fortalesa es descriu com prou gran com per tancar-hi ciutats senceres.

### Gran Palau d'Arrakeen
En el seu treball breu de 1985 " El cami a Dune " (publicat a la col·lecció de contes Eye), Frank Herbert va descriure el Gran Palau d'Arrakeen (i altres llocs) durant el regnat de Paul Atreides:
El vostre recorregut a peu per Arrakis ha d’incloure aquest enfocament a través de les dunes fins al Gran Palau d’Arrakeen. Des de la distància, les dimensions d’aquesta construcció són enganyoses [. . . ] L'estructura artificial més gran mai construïda, el Gran Palau podria cobrir més de deu ciutats més poblades de l'Imperi sota un mateix sostre, fet que es fa més evident quan s'assabenten els assistents d'Atreides i les seves famílies, allotjats àmpliament a l'annex del Palau, són uns trenta-cinc milions d’ànimes [. . . ] Quan entres al Gran Saló de Recepció del Palau d'Arrakeen, prepara't per sentir-te nano davant d'una immensitat mai concebuda abans. Una estàtua de Santa Alia Atreides, que es mostra com "El suavitzador dels dolors", té una alçada de vint-i-dos metres, però és un dels adorns més petits de la sala. Dues-centes estàtues d’aquest tipus es podrien apilar una sobre l’altra contra els pilars d’entrada i encara quedarien a l’altura de l’arc del capitell de la porta, que es troba a gairebé mil metres per sota de les primeres bigues que sostenen el terrat inferior.

### Temple d’Alia
Alia's Fane (o temple d'Alia) és el temple de dos quilòmetres d'amplada construït per Paul-Muad'Dib per a la seva germana Alia entre els esdeveniments de Dune i Dune Messies . Herbert ho va descriure a El cami a Dune :
Si se us compta entre els "pelegrins més sentits", creuareu de genolls els darrers mil metres d'aquesta aproximació al temple d'Alia. Aquests mil metres cauen bé dins de les corbes que porten els ulls cap als símbols transcendents que dediquen aquest temple a Santa Alia del ganivet. La famosa "finestra Sun-Sweep" incorpora tots els calendaris solars coneguts per la història de la humanitat en una pantalla translúcida els colors brillants de la qual, impulsats pel sol de Dune, s'enfilen a l'interior per camins prismàtics.

### La Ciutadella de Leto II
El Tirà Leto II governa l'univers des de la Ciutadella, una fortalesa construïda a l'últim desert del Sareer. El Sareer està flanquejat pel Bosc Prohibit, llar dels ferotges llops D, els guardians del Sareer. Més enllà d’això, hi ha el riu Idaho, a través del qual s'estén un pont que condueix a la ciutat festival Onn (una vegada Arrakeen). El mont Idaho havia estat completament enderrocat per proporcionar les matèries primeres per construir les altes parets que envoltaven el Sareer. La mateixa Ciutadella es desmunta al Temps de fam després de la mort de Leto II a la recerca del seu presumpte tresor d’espècies.

### Altres ubicacions
Totes les ciutats imperials d’Arrakis es troben a les latituds del nord del planeta i estan protegides del clima violent d’Arrakis per una formació natural coneguda com el Mur de l’Escut. Quan els Harkonnen van controlar el planeta, van governar des de la " megalòpoli " de Carthag, construïda per Harkonnen, i descrita per Jessica com "un lloc barat i esclatat a uns dos-cents quilòmetres al nord-est a través de la Terra Trencada". Arrakeen era només la capital titular fins a l'arribada dels Atreides.
Hi ha altres ciutats disperses a les regions septentrionals del planeta (sobretot a prop de la capa de gel, on es recull l'aigua), així com les comunitats sietch de Fremen disperses pel desert.
Altres llocs destacats d’Arrakis al llarg de la seva història són l’Observatori Muntanya, Pic Idaho, Dar-es-balat i el mar de Kynes.

## Prequeles
La novel·la Paul de Dune (2008) de Brian Herbert i Kevin J. Anderson estableix que els primers habitants coneguts d’Arrakis havien estat els Muadru, que van introduir els cucs de sorra al planeta. Tenien assentaments a tota la galàxia i de sobte van desaparèixer. Els Zensunni Wanderers van arribar més tard, convertint-se finalment en els Fremen. A la novel·la, Paul assenyala: "Sembla que hi ha una connexió lingüística entre els Fremen i els Muadru".

## Homònims
- El 5 d'abril de 2010, una plana del món real a la lluna de Saturn , Tità, va ser nomenada Arrakis Planitia segons el planeta fictici d' Herbert.[45]
- Arrakis també és un nom alternatiu per a l'estrella Mu del Dragó.
- El planeta fictici del desert de Tatooine de la La guerra de les galàxies es va inspirar en el planeta desert d’Arrakis a Dune.[46][47]